# Stijn Vanstraelen
Stijn Vanstraelen, né le 5 mars 1979 à Saint-Trond,, est un coureur cycliste belge.

## Biographie
En 1996, Stijn Vanstraelen devient champion provincial du Limbourg chez les juniors (moins de 17 ans). Quatre ans plus tard, il s'impose sur une étape du Tour du Brabant flamand. Il réalise également une bonne saison 2001 en remportant le Challenge de Hesbaye, ou encore une étape au Tour du Limbourg amateurs et au Triptyque des Barrages.  
Los de la saison 2002, il évolue durant quelques mois au sein de l'équipe professionnelle RDM-Flanders. Avec cette formation, il obtient son meilleur résultat sur le continent asiatique en terminant deuxième d'une étape du Tour du Japon. Il finit par ailleurs septième du Samyn et huitième du Circuit de Campine. 

## Palmarès
- 1994
  - 3e du championnat du Limbourg sur route débutants
- 1995
  - 3e du championnat du Limbourg du contre-la-montre débutants
- 1996
  - Champion du Limbourg sur route juniors
- 1997
  - 3e du championnat du Limbourg sur route juniors
- 1998
  - 3e du championnat du Limbourg sur route espoirs
- 2000
  - 2e étape du Tour du Brabant flamand
  - 2e de Bruxelles-Zepperen
- 2001
  - Challenge de Hesbaye
  - 1re étape du Tour du Limbourg amateurs
  - Prologue du Tour de Liège (contre-la-montre par équipes)
  - 1re étape du Triptyque des Barrages
  - 2e de Zellik-Galmaarden
  - 3e de la Coppa San Geo